# 伊勒 (上比利牛斯省)
伊勒（法語：Ilheu）是法国上比利牛斯省的一个市镇，属于巴涅尔德比戈尔区和巴鲁斯谷地县（La Vallée de la Barousse）。该市镇总面积2.01平方公里，2009年时的人口为38人。

## 人口
伊勒人口变化图示